# 社用族
社用族（しゃようぞく）とは接待費を乱用して遊行する人たちのことである。類語には伝票族、公用族、官用族がある。
社用族の名前は斜陽族のもじりから来ている。社用族は高級飲食店や温泉地などで多く見られていた。

## 概要
1950年に朝鮮戦争が勃発すると日本では朝鮮特需が発生した。しかしながら戦後の日本では法人税と所得税が重く、会社の利益を社用という名目で遊行に使うのが流行し、それが社用族と呼ばれるようになっていった。
社用族の登場に伴い花街も復興し、音楽では酒宴で歌われる『トンコ節』などお座敷ソングが流行、それがレコード化され庶民まで広まっていった。また高級バーやキャバレーも急増し、これらももっぱら接待に使われたと見られていた。また戦後のゴルフのブームも社用族の影響があると言われていた。
しかしながら戦後の日本の経済界においては資本金の不足が問題になっているとして接待費の増加による資本金の減少を好ましく思わない者も居た。1951年には経済同友会が社用族の追放を目指す新生活運動委員会を設立した。
1953年5月には週刊読売がトップ記事として『社用族の悲劇』を特集したが、品位を落とすとして自主回収している。
1954年春には企業の自己資本の拡充のためとして交際費の一部を経費と認めない（損金に含めない）ようにする『租税特別措置法』の改正が行われた。

## その後
前述の法改正によって社用族は減少し、銀座のバーやキャバレーは社用族向けから外国人向けへと転換していったとされる。

## 関連作品
- 映画
  - 『くたばれ!社用族』（1964年4月4日、東宝）[11]
- エッセイ
  - 平沢清一郎『社用族の感傷』 学風書院 1953年